# Baldur Ragnarsson
Baldur Ragnarsson (25 de agosto de 1930 – 25 de diciembre de 2018) fue un poeta y escritor en esperanto de nacionalidad islandesa. 

## Biografía
Baldur aprendió esperanto en la escuela en 1949 y fue uy activo en promocionar el uso de esta lengua desde 1952. Fue presidente de la Asociación Islandesa de Esperanto durante muchos años. Dirigió el concurso literario de la Asociación Universal de Esperanto de 1975 a 1985. Fue presidente del comité organizador del Congreso Universal de Esperanto en Reykjavík de 1977 y vicepresidente de la Asociación Universal de Esperanto encargado de cultura y educación de 1980 a 1986. Posteriormente fue miembro honorario de esta organización.
Fue miembro de la Akademio de Esperanto desde 1979 y editor del periódico Norda Prismo de 1958 a 1974.
En 2007 la Asociación de autores de habla esperanto ("Esperantlingva Verkista Asocio") lo nominó como su candidato para el Premio Nobel de Literatura tras la muerte de William Auld en 2006.

## Works
Baldur compuso obras poéticas y libros en lengua islandesa. También escribió dos colecciones de poemas en esperanto: Ŝtupoj sen nomo y Esploroj.
En 2007 Edistudio publicó La lingvo serena, su obra completa. Además de los poemas de sus dos colecciones anteriores, el libro contiene todos los poemas que fue publicado posteriormente, así como todos los ensayos que ha escrito sobre literatura y lingüística. Todos los libros de poesía posteriores (2008 a 2016) fueron publicados por Mondial (Mondial (editor)) en Nueva York.
Poesía
- Ŝtupoj sen Nomo, 1959
- Esploroj, 1974
- "Deflorazione" and "Malvirgigo" en El la nova ĝardeno (Dal nuovo giardino), Dante Bertolini, ed., Pedrazzini: Locarno, 1979, 100 pp.
- La lingvo serena, 2007
- La neceso akceptebla, 2008
- La fontoj nevideblaj, 2010
- Laŭ neplanitaj padoj, 2013
- Momentoj kaj meditoj, 2016

Traducciones al Esperanto
- Sub stelo rigida, dos colecciones del poeta islandés Þorsteinn frá Hamri, 1963
- Islandaj pravoĉoj, tres cuentos y un poema de la literatura islandesa, 1964
- Sagao de Njal, Njáls saga, una de las grandes sagas islandesas, 2003
- Sendependaj homoj, Halldór Laxness, novela sobre la Islandia rural del siglo XX, 2007
- La Edda de Snorri Sturluson, prosa de Snorri Sturluson', 2008
- Vundebla loko (Traducción de poema del poeta islandés Gerður Kristný), 2009
- Sagao de la Volsungoj - kaj ĝiaj fontoj ("Saga of the Völsungs", traducción de ubna de las sagas más famosas, cuyo tema son los héroes mitológicos nórdico-germánicos antiguos) 2011
- Sagao de Egil (Traducción de Egil's Saga, una de las 40 Sagas de los islandeses) 2011

Ensayos
- La Sagaoj kaj Zamenhof: stabiligaj faktoroj 1982
- Studado de alia lingvo 1982
- "Esperanto kiel anti-lingvo" in Serta gratulatoria in honorem Juan Régulo. Universidad de La Laguna, Salamanca, 3,266 pp., 1986 ISBN 84-600-4290-1
- La proza poemo: la ĝenro, ĝiaj latentoj kaj aplikoj 1987
- La Poezia Arto (Five lectures) 1988
- Cent jaroj de poezio en Esperanto". 1989
- La poezio de la skaldoj
- La poemoj de Armand Su 1993
- Kombino de poeta virtuozeco kaj ties instrumento 1994
- Tradukante la antikvan islandan literaturon en Esperanto 1998
- "La fono kaj la fronto: kelkaj konsideroj pri semiotikaj aspektoj de la Esperanta poezio" en Lingva arto. Vilmos Benczik, ed., Universala Esperanto-Asocio, Rotterdam: 1999, 217 pp. ISBN 92-9017-064-6
- La lingvo serena 2007
- Tungumál Veraldar 2009